# ジャン＝バティスト・ユーグ
ジャン＝バティスト・ユーグ（Jean-Baptiste Hugues、1849年4月15日 - 1930年10月26日.）はフランスの彫刻家である。

## 略歴
マルセイユに生まれた。マルセイユの国立高等美術学校(École des Beaux-arts de Marseille)でアントワーヌ・ボントー(Antoine Bontoux)に学んだ後、パリ国立高等美術学校に進み、オーギュスト・デュモンやジャン＝マリー・ボナシューに学んだ。1872年と翌年の2度、ローマ賞で2位になった後、1875年にローマ賞を受賞し、1876年から1879年の間、在ローマ・フランス・アカデミーに留学した。 ローマで制作した作品を1878年と1880年のパリのサロンに出展し、高く評価された。
フランスに帰国した後、1882年のパリのサロンに「コロノスのオイディプス(Œdipe à Colone)」を出展し入賞し、1889年と1900年のパリ万国博覧会の展覧会でも入賞した。1897年に国立高等美術学校の教授になり、1905年に公立教育高等評議会(Conseil supérieur de l'instruction publique)の評議員に任じられた。
1889年にレジオンドヌール勲章（シュヴァリエ）を受勲し、1903年にレジオンドヌール勲章（オフィシエ）を受勲した。

## 作品

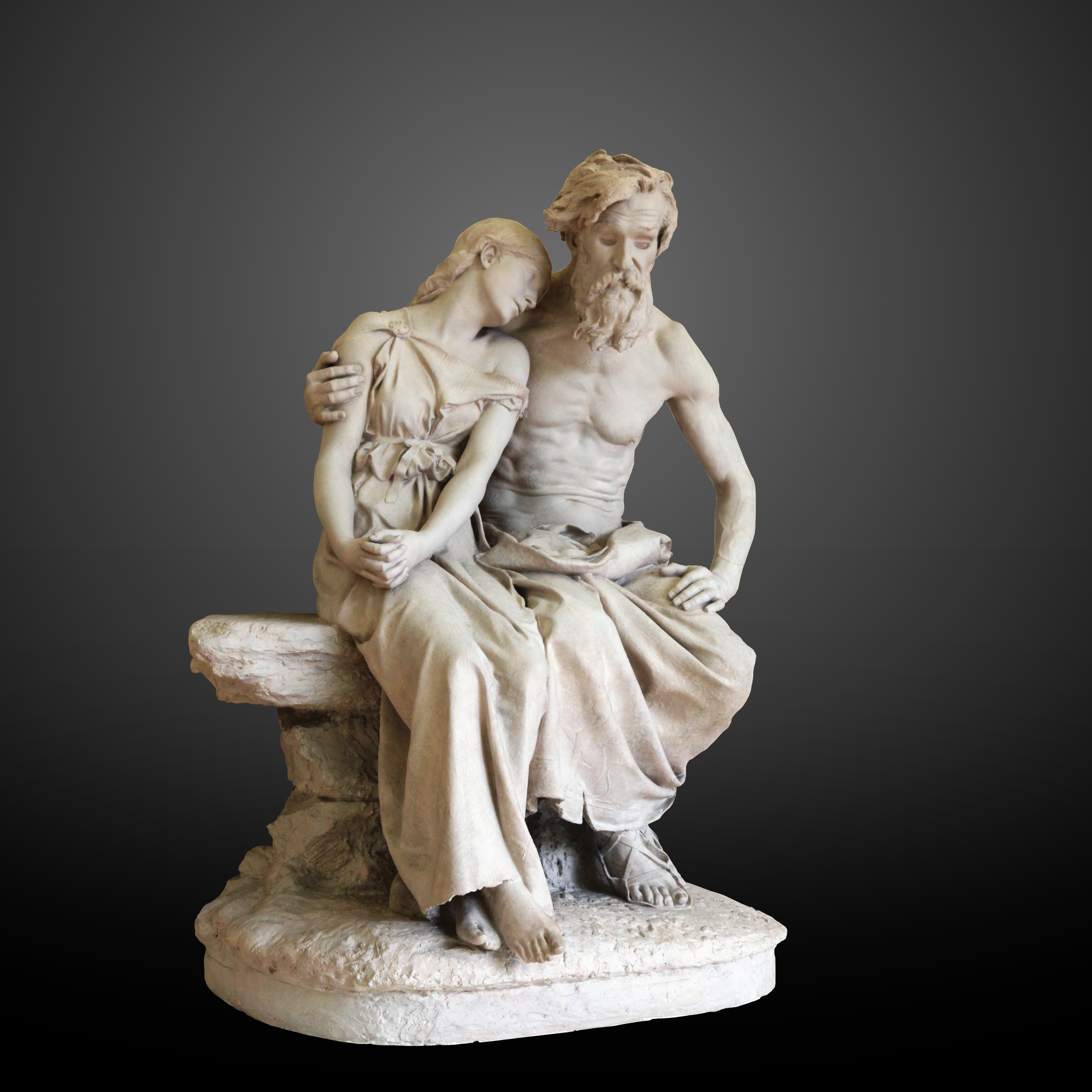
「コロノスのオイディプス(Œdipe à Colone)」
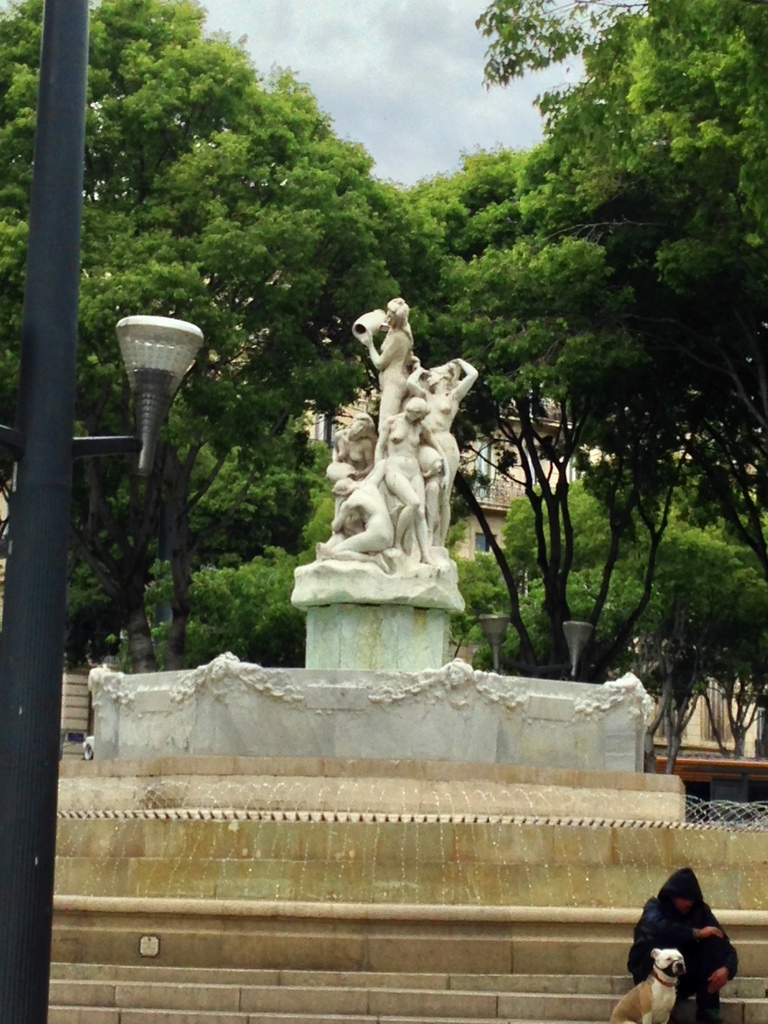
マルセイユ、スターリングラード広場の噴水
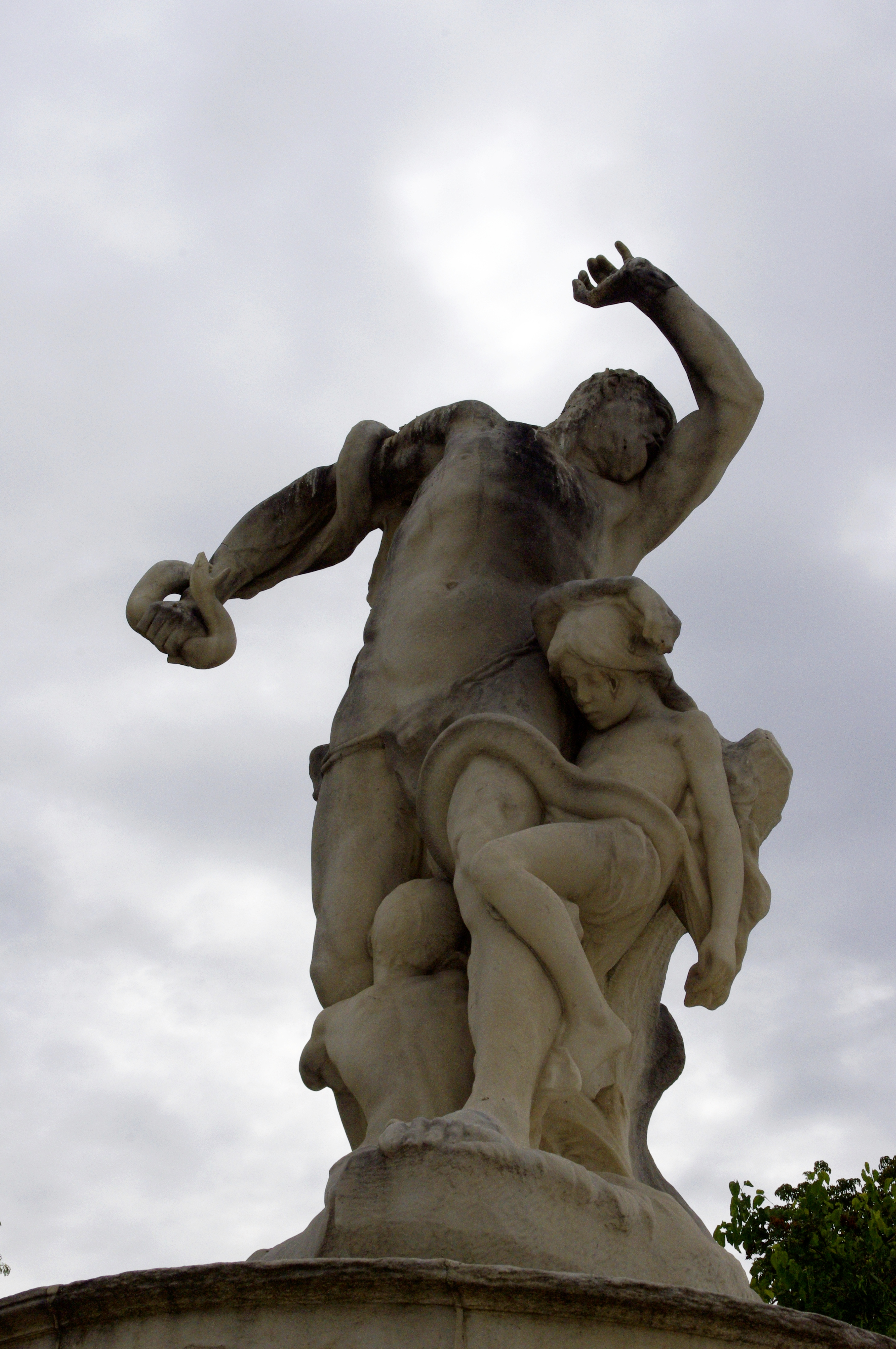
パリ、チュイルリー庭園の像「La Misère」
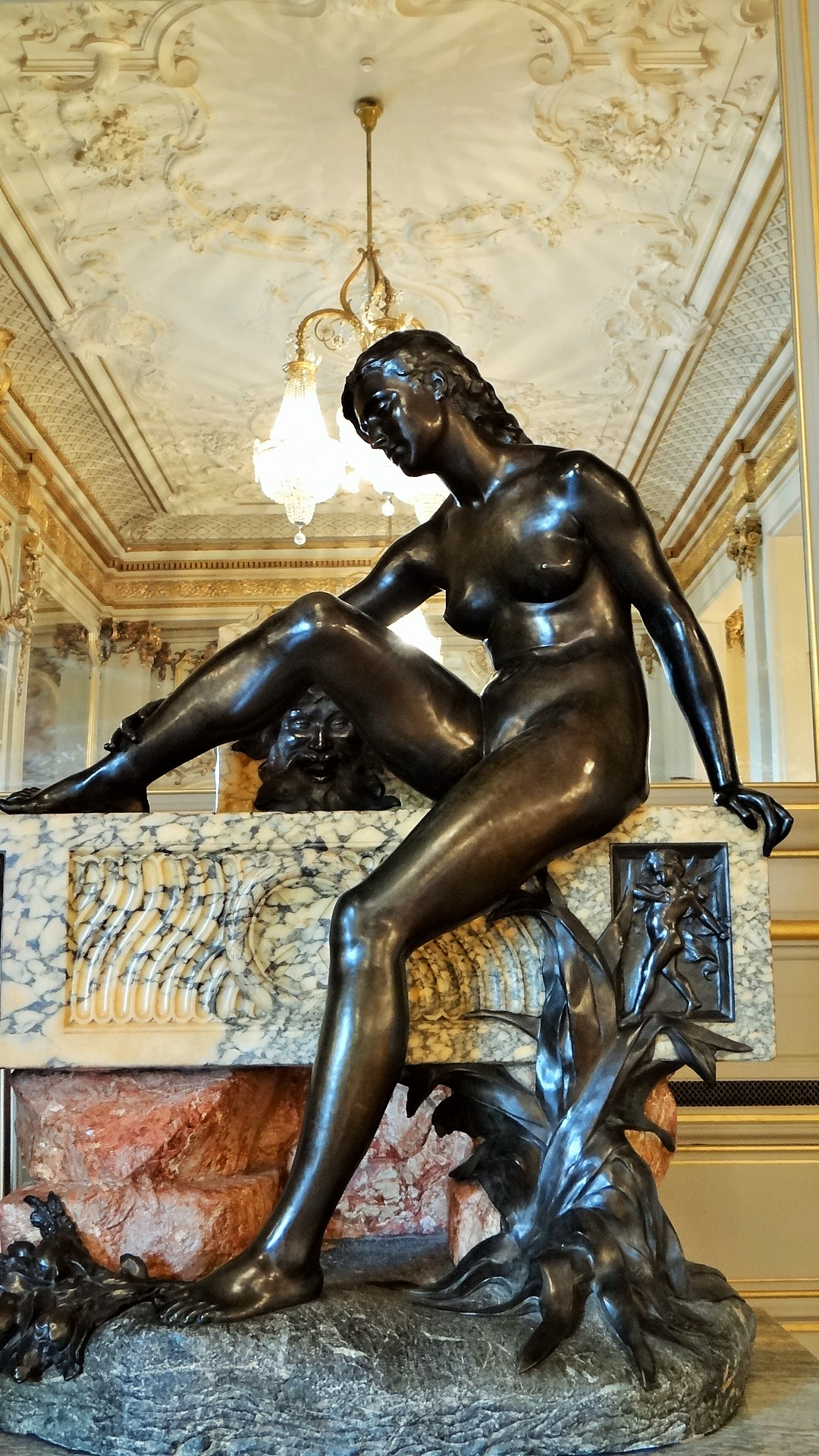
オルセー美術館の『泉のミューズ』（1900年）